# Ситівка жовтоголова
Ситівка жовтоголова (Teretistris fernandinae) — вид горобцеподібних птахів родини Teretistridae.

## Поширення
Ендемік Куби. Поширений на крайньому заході країни. Трапляється у провінціях Вілья-Клара, Матансас, Гавана, Пінар-дель-Ріо та на острові Хувентуд. Населяє тропічні сухі широколистяні ліси та тропічні низовинні дощові ліси.

## Опис
Птах завдовжки до 12 см. Голова та шия жовтого забарвлення. Спина, крила та хвіст — сірі. Черево світло-сіре.

## Спосіб життя
Мешкає у різноманітних лісах та рідколіссях. Раціон складається з комах та дрібних безхребетних, яких птах знаходить на листі рослин. Сезон розмноження триває з квітня по травень. Гніздо будує у густому підліску. Кладка складається з двох-трьох блакитно-білих яєць діаметром 2 см.